# Batuwarno (plaats)
Batuwarno is een bestuurslaag in het regentschap Wonogiri van de provincie Midden-Java, Indonesië. Batuwarno telt 2472 inwoners (volkstelling 2010).